# Guanambi Airport
Guanambi Airport är en flygplats i Brasilien.   Den ligger i kommunen Guanambi och delstaten Bahia, i den östra delen av landet, 600 km öster om huvudstaden Brasília. Guanambi Airport ligger 551 meter över havet.
Terrängen runt Guanambi Airport är platt åt nordväst, men åt sydost är den kuperad. Terrängen runt Guanambi Airport sluttar västerut. Närmaste större samhälle är Guanambi, 4,2 km väster om Guanambi Airport.
Omgivningarna runt Guanambi Airport är huvudsakligen savann. Runt Guanambi Airport är det ganska glesbefolkat, med 21 invånare per kvadratkilometer.